# Brachypipona laticeps
Brachypipona laticeps är en stekelart som först beskrevs av Moravitz 1895.  Brachypipona laticeps ingår i släktet Brachypipona och familjen Eumenidae. Inga underarter finns listade.